# Walter John Kilner
Walter John Kilner (ur. 1847, zm. 1920) – brytyjski parapsycholog, pracownik szpitala św. Tomasza w Londynie, gdzie od 1879 do 1893 zajmował się elektroterapią. Znany ze swoich badań dotyczących ludzkiej aury.

## Badania

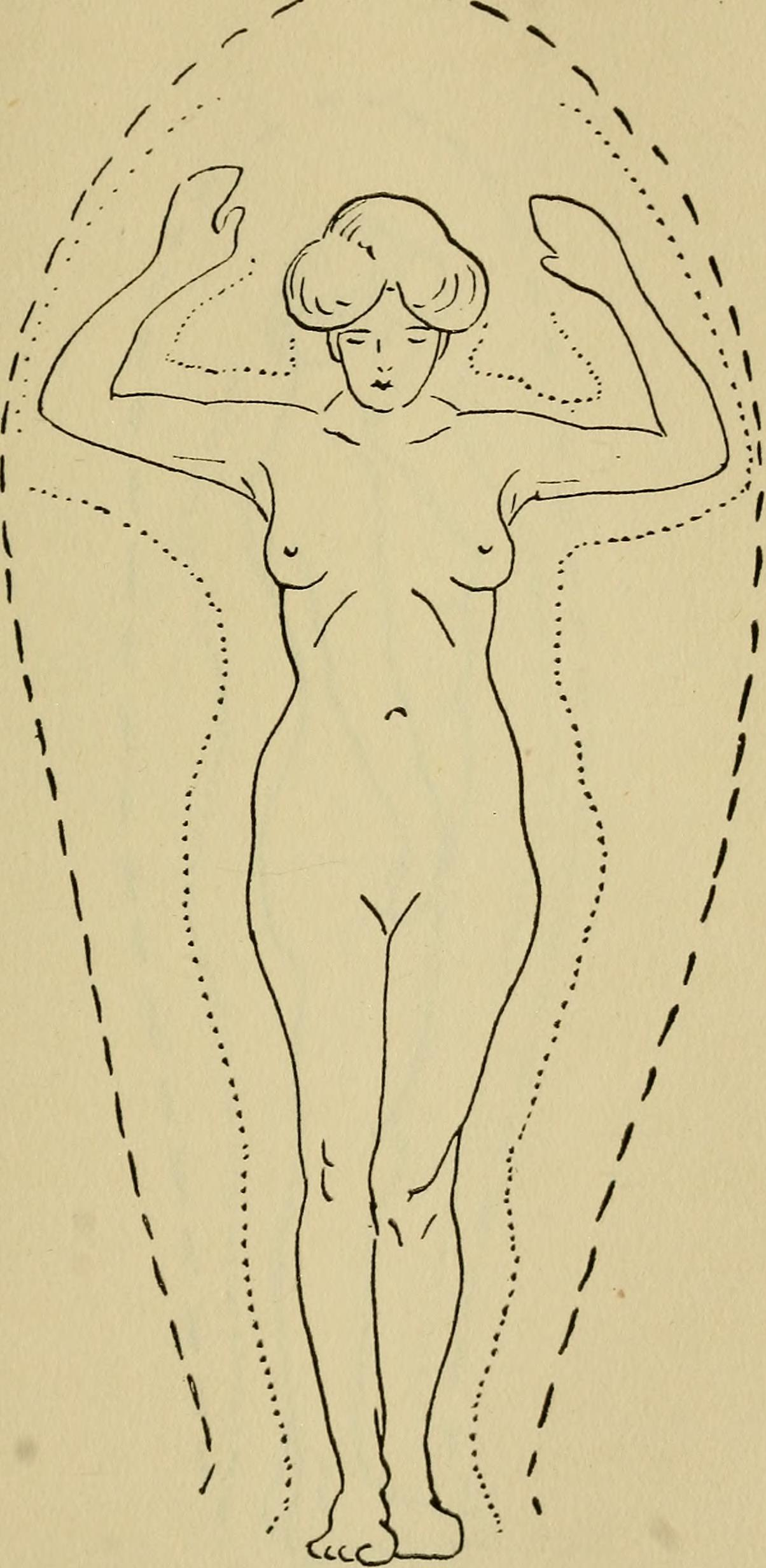
Ilustracja przedstawiająca ludzką aurę autorstwa Kilnera

W 1911 Kilner opublikował jedno z pierwszych badań medycznych dotyczących „Ludzkiej Atmosfery” (aury), w którym zaproponował jej istnienie, a także możliwe zastosowanie w diagnostyce medycznej. Podobnie jak Harold Saxton Burr, Kilner był przekonany, że pole energetyczne człowieka jest wskaźnikiem jego zdrowia i nastroju. Jednakże, w przeciwieństwie do Burra, który w swoich badaniach polegał na odczytach woltomierza, Kilner, pracując przed pojawieniem się technologii półprzewodnikowej, próbował wynaleźć urządzenia, za pomocą których można by wyszkolić ludzkie oko do obserwowania aktywności „aurycznej”, która, jak przypuszczał, była prawdopodobnie promieniowaniem ultrafioletowym, stwierdzając, że na zjawiska, które widział, nie miały wpływu elektromagnesy.
Szklane szkiełka lub „ekrany Kilnera” (ang. Kilner Screens) zawierające alkoholowe roztwory różnokolorowych barwników, w tym niebieskiego barwnika anilinowego zwanego „dicyjaniną”, były używane jako filtry w „Goglach Kilnera”, w celu trenowania oczu do odbierania promieniowania elektromagnetycznego poza normalnym spektrum światła widzialnego.
Według badań Kilner, wraz z jego współpracownikami był on w stanie wielokrotnie dostrzec formacje aury, które nazwał Eteryczną Podwójną (Etheric Double), Wewnętrzną Aurą (Inner Aura) i Zewnętrzną Aurą (Outer Aura), rozciągające się na kilka cali od ciał pacjentów. Jego książka zawierała instrukcje, dzięki którym czytelnik mógł skonstruować i używać podobnych gogli.
Wadą metody Kilnera był niedobór i toksyczność zalecanych przez niego chemikaliów. Biolog Oscar Bagnall zalecił zastąpienie barwnika pinacyjanolem (rozpuszczonym w trietanoloaminie), jednak ten barwnik również nie jest łatwy do uzyskania. Carl Edwin Lindgren stwierdził, że barwione błękitem kobaltowym i fioletem szkło może zastąpić barwniki stosowane przez Kilnera i Bagnalla.
British Medical Journal po przyjrzeniu się badaniom Kilnera w 1912 stwierdził, że nie ma dowodów na poprawność wyników jego badań na temat aury. Naukowcom z BMJ nie udało się powtórzyć eksperymentów Kilnera. W recenzji stwierdzono, że „Kilnerowi nie udało się nas przekonać, że jego »aura« jest bardziej realna niż wizjonerski sztylet Makbeta”.